# میلون، استرالیای غربی
میلون (به انگلیسی: Meelon) یک شهرک در استرالیا است که در استرالیای غربی واقع شده‌است.